# Рогожкин, Николай Александрович
Никола́й Алекса́ндрович Рого́жкин (21 декабря 1993, Волгоград, Россия — 5 мая 2023) — российский профессиональный баскетболист, игравший на позиции центрового.

## Карьера
Николай начал заниматься баскетболом в 17 лет. Воспитанник Академии баскетбольного клуба «Химки», в сезоне 2014/2015 выступал в составе «Химки-Подмосковье».
В августе 2015 года перешёл в «УКАМ Мурсию», где выступал во второй команде клуба.
Сезон 2017/2018 Рогожкин начинал в «Тамбове», но в конце января 2018 года покинул клуб. Николай провёл за команду 19 матчей, в среднем набирая 6,2 очка и 4,6 подбора.
В феврале 2018 года подписал контракт с «Чебоксарскими Ястребами» до окончания сезона 2017/2018.
Умер 5 мая 2023 года.

## Достижения
- Чемпион Единой молодёжной лиги ВТБ: 2013/2014
- Бронзовый призёр Единой молодёжной лиги ВТБ: 2014/2015